# Damoetas nitidus
Damoetas nitidus is een spinnensoort in de taxonomische indeling van de springspinnen (Salticidae).
Het dier behoort tot het geslacht Damoetas. De wetenschappelijke naam van de soort werd voor het eerst geldig gepubliceerd in 1880 door Ludwig Carl Christian Koch.